# Bass Rock (Écosse)
Pour les articles homonymes, voir Bass Rock.
Bass Rock ou the Bass, en gaélique écossais Creag nam Bathais et Am Bas, est une île inhabitée située en Écosse, dans l'estuaire du Firth of Forth, en mer du Nord, à environ un kilomètre et demi au nord-est de la ville de North Berwick. L'île abrite un phare et les ruines d'un château et d'une chapelle et constitue un important lieu de nidification pour des milliers d'oiseaux de mer.

## Géographie
Bass Rock est une île écossaise situé à l'entrée du Firth of Forth, un vaste estuaire ouvert sur la mer du Nord. Grossièrement circulaire, l'île se présente sous la forme d'un gros rocher escarpé cerné par des falaises et dont le sommet, qui culmine à 107 mètres d'altitude, descend en pente régulière vers le sud où il forme un cap appelé East Landing. Sur ce cap se trouvent un phare ainsi que les ruines d'un château et d'une chapelle. Un tunnel naturel traverse l'île d'est en ouest mais il n'est visible qu'à marée basse.
L'île constitue une zone de protection spéciale en raison de la présence de colonies d'oiseaux de mer. La colonie de fous de Bassan compte plus de 70 000 couples, ce qui en fait la plus grande du monde. Cette espèce tire d'ailleurs son nom de celui de l'île de Bass. Ces oiseaux, de par leur nombre, leurs nids et leurs excréments donnent une couleur blanc-grisâtre au rocher. On y trouve aussi des petits pingouins, des guillemots, des cormorans, des macareux moines, des eiders et des goélands.

## Histoire

### Premiers habitants et propriétaires
La première mention de Bass Rock date de 1316 lorsque Sir Robert Lauder en devient le premier propriétaire par un don du roi Malcolm III d'Écosse ou de William Wallace pour le remercier de son aide contre les Anglais selon différentes versions. Sa famille en conserve la propriété et est à l'origine de la construction vers 1491 de la chapelle consacrée en 1542 au premier habitant de l'île, saint Baldred qui y vécut en ermite et y mourut en 606, et probablement du château,.

### Prison royale et abandon

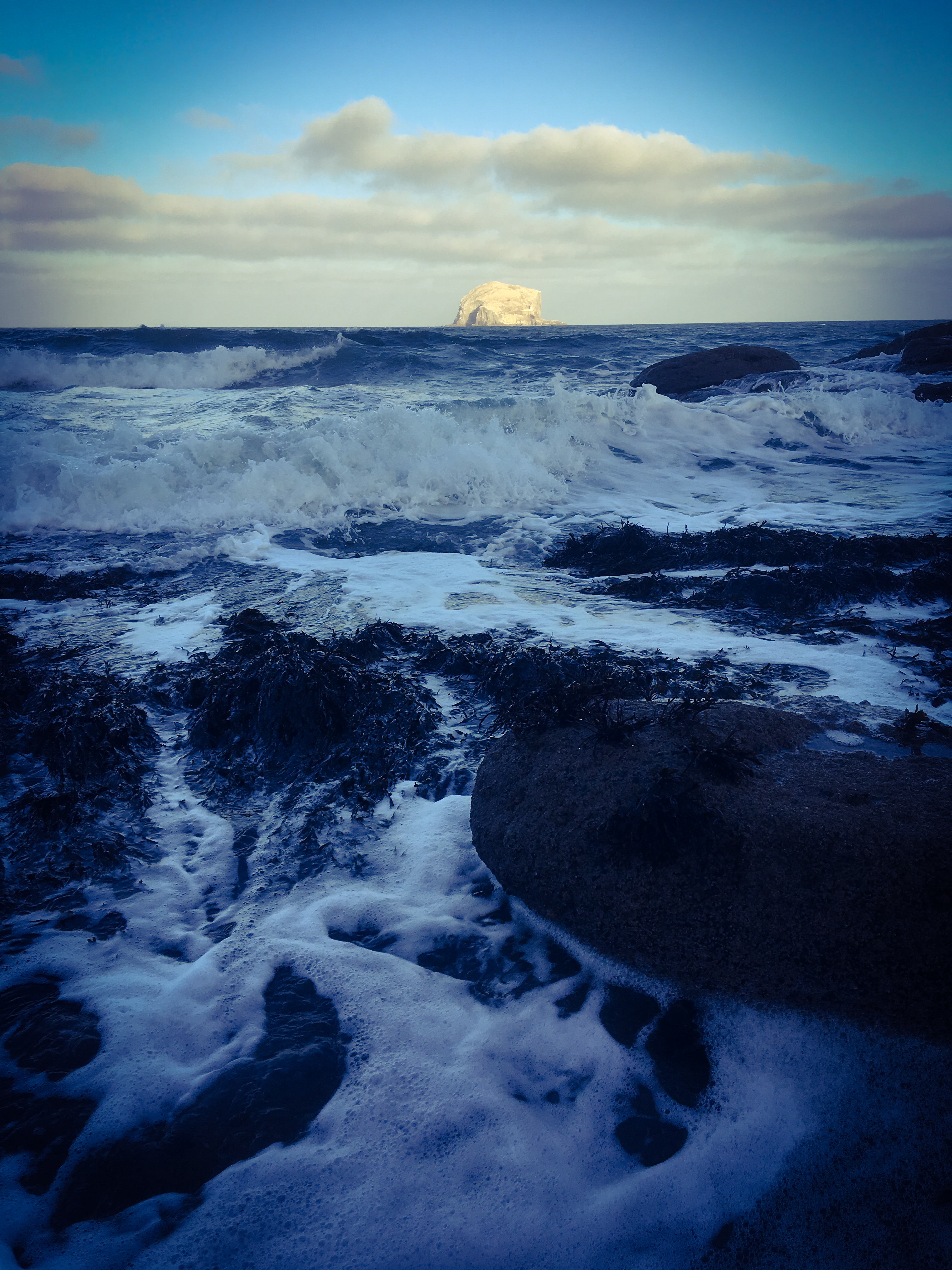
Bass Rock vue depuis Canty Bay

L'île cesse d'être une propriété privée en 1671 lorsqu'elle est vendue pour la somme de 4 000 livres sterling au roi d'Angleterre Charles Ier. Le château est alors transformé en prison pour des ministres presbytériens dont quarante y meurent entre 1672 et 1688. Le premier prisonnier qui y fut enfermé est Walter Stewart, comte d'Atholl, qui était cousin du roi Jacques Ier d'Écosse.
L'île est durant trois ans le théâtre d'une rébellion que n'arrive pas à résoudre le pouvoir royal : en 1691, quatre prisonniers jacobites s'échappent de leur cellule et prennent le contrôle de la forteresse. Appuyés par des navires français, ils parviennent même à faire des incursions sur les côtes du Fife et Lothian. Cet épisode est réglé par la négociation et les insurgés obtiennent de repartir en hommes libres. Le château continue néanmoins à servir de prison royale jusqu'à sa démolition en 1701.
L'île est rachetée en 1706 par la famille qui la détient toujours : les Dalrymple. Jusqu'à la Première Guerre mondiale, l'île est utilisée comme base de pêche, lieu de pâturage pour des moutons et réserve de chasse de jeunes oiseaux marins et de leurs œufs.

### Phare

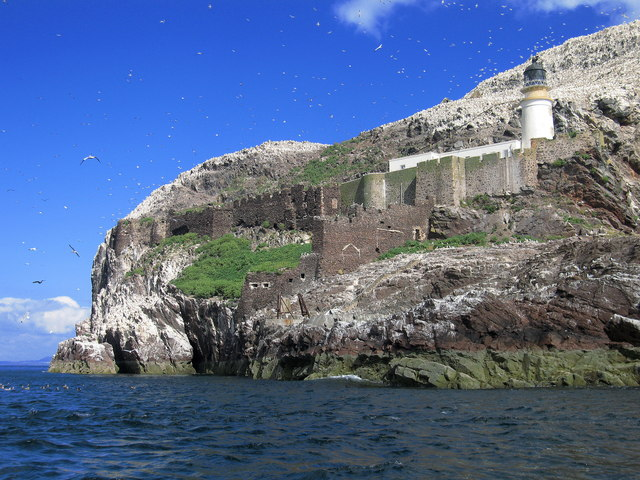
Le phare, le château et des fous de Bassan à Bass Rock.

Les constructions sur l'île reprennent avec l'érection d'un phare dont la construction, qui coûtera 8 087 livres sterling, est décidée en juillet 1897 et qui est opérationnel le 1er novembre 1902. Le feu à gaz alimenté par de la paraffine sera remplacé par une ampoule électrique de vingt watts commandée depuis Édimbourg lors de l'automatisation en 1988.